# Fluke (группа)
Fluke — английский музыкальный коллектив, жанр — электронная музыка. Основан в конце 1980-х. Основатели: Mike Bryant, Jon Fugler и Mike Tournier. На концепцию группы повлиял интерес участников к музыке жанра acid house и частично работы Cabaret Voltaire и Giorgio Moroder.
Fluke примечателен разнообразием жанров электронной музыки: брейкбит, хаус, техно, эмбиент, блюз. Кроме того, коллектив примечателен затворничеством, редкими интервью и большими временными интервалами между выпусками новых альбомов. Многие слушатели узнавали о Fluke только благодаря тому, что их музыка была саундтреком в фильмах (например, Матрица: Перезагрузка; Без чувств; Город грехов) или видеоиграх (например, Need For Speed).
На данный момент выпущено 5 альбомов, 2 сборника и 2 live-альбома.
В марте 2024 года группа анонсировала своё возвращение и выпуск нового релиза — Insanely Beautiful. Релиз состоялся 29 апреля 2024 года.

## Дискография
- The Techno Rose of Blighty (1991)
- Out (In Essence) (1991)
- Six Wheels On My Wagon (1993)
- Oto (1995)
- Risotto (1997)
- Progressive History X[3] (2001)
- Progressive History XXX (2002)
- Puppy (2003)